# 運営審議委員会
運営審議委員会（うんえいしんぎいいんかい）は、かつて存在した日本相撲協会の諮問機関。略称は運審（うんしん）、運営審議会（うんえいしんぎかい）。
1957年（昭和32年）9月設置。協会の公益財団法人移行に伴い、2014年（平成26年）9月の定例会を最後に解散した。

## 概説
1957年の協会は、3月2日の衆議院予算委員会において社会党衆議院議員の辻原弘市が「協会は公益法人でありながら興行的だ」と指摘したことがきっかけとなり、4月3日の衆議院文教委員会における武蔵川（元幕内出羽ノ花）らの答弁を基に、急速な改革を迫られることとなった。その一つとして、この直後に協会理事長に就任した時津風（元横綱・双葉山）は、協会運営が閉鎖的であるとの指摘への対応として外部の有識者からなる委員会を設置し、大所高所からの意見を求めることとし、運営審議委員会を設置することとなった。時津風政権の喫緊の課題であった「協会の民主化」の骨格となる体制である。
当時の協会寄附行為によれば、委員の定員は7名以上15名以内で、好角家である学識経験者のうちから、理事会の議決を経て、理事長が委嘱する。任期は2年で、再任を妨げなかったことから、多くの委員が2年を超えて就任していた。「学識経験者」と謳いながら実際の委員は政財界の大物が就任することが多く、「お目付け役」としての機能を果たしていた。委員は無報酬であり、運審初期は協会として慰労を兼ねて会合を料亭で行っていたが、1972年1月の定例会において運審側から料亭での会議を廃止するよう申し入れ、その後の定例会は国技館で開催されている（同様に料亭で会合を行っていた横綱審議委員会もその後料亭会合を廃止している）。
定例の委員会は1月、5月、9月の場所中に行われ、主な議題は協会の当年度の事業計画・予算と、前年度の事業報告・決算に対する意見具申である。このほか、緊急の議題が生じたときは随時臨時会が開かれた。

## 委員
1957年の設立当初の委員の顔ぶれは以下の通り（肩書はすべて当時）。
- 委員長 - 菅礼之助（東京電力社長）
- 委員 - 金子鋭（富士銀行頭取）、大神一（山一証券社長）、安西浩（東京ガス副社長）、森永太平（森永製菓社長）、水野成夫（国策パルプ社長）、笹山忠夫（アラスカパルプ社長）、永田雅一（大映社長）、柴沼直（日本原子力研究所監査）、砂田重政（自由民主党総務会長）、浅沼稲次郎（日本社会党書記長）、河原春作（大妻女子大学学長）、御手洗辰雄（評論家）